# Макдоннел, Рандал, 1-й маркиз Антрим
Рэндал Макдоннел (англ. Randal MacDonnell; 9 июня 1609[…] — 3 февраля 1683, Замок Данлюс, Антрим), 2-й граф (c 1636 года) и 1-й маркиз Антрим (с 1645 года) — ирландский барон, один из лидеров роялистов в период Английской революции середины XVII века и активный участник гражданских войн в Ирландии и Шотландии.

## Молодые годы
Рандал Макдоннел был сыном Рандала, 1-го графа Антрима, и вождём ирландско-шотландского клана Макдональд. Владения Макдоннелов располагались в Ольстере и на Гебридских островах Шотландии. Юность Рандал провёл за границей, а по возвращении был принят при дворе короля Карла I и в 1635 году женился на Кэтрин Маннерс, вдове королевского фаворита герцога Бэкингема.

## Восстания в Шотландии и Ирландии
В 1638 году, воспользовавшись началом восстания в Шотландии, граф Антрим объявил о своих претензиях на Кинтайр, который в то время контролировал Арчибальд Кэмпбелл, граф Аргайл, один из лидеров шотландских ковенантеров. Антрим разработал план набора в Ирландии армии для вторжения в Кинтайр и дальнейших совместных с войсками короля действий с целью подавления восстания. Однако этот план провалился, во многом благодаря оппозиции главного советника короля, графа Страффорда. В результате, в Епископских войнах 1639—1640 годов Карл I потерпел поражение от ковенантеров, и в Шотландии власть перешла к парламенту.
В 1641 году Рандал Макдоннел вернулся в Ирландию, где вместе с графом Ормондом занялся сплочением ирландских роялистов против английского парламента. Однако, когда осенью 1641 года в стране вспыхнуло восстание католиков, сопровождавшееся резнёй протестантов, Антрим отказался участвовать в мятеже и удалился в свой замок Данлюс. Тем не менее, роялизм графа и его приверженность католической религии вызывали подозрения правительства. В мае 1642 года Антрим был схвачен шотландским экспедиционным корпусом, высадившимся в Ольстере для защиты протестантов, и заключен в тюрьму в Каррикфергусе.
Графу удалось бежать из тюрьмы, и он отправился в Англию, где прибыл ко двору королевы в Йорке. Позднее Антрим был послан королём в Ирландию для ведения переговоров с восставшими о прекращении вражды между католиками и протестантами, однако в мае 1643 года вновь был арестован по приказу английского парламента и помещён в Каррикфергус. Второй раз бежав из заключения, граф направился в Килкенни, где находилась штаб-квартира ирландских повстанцев. Это означало окончательный переход графа на сторону католиков и роялистов.

## Гражданские войны
В декабре 1643 года Антрим отправился в Оксфорд, где в то время находился король Карл I. Граф вновь представил на рассмотрение короля проект формирования ирландской армии для последующего её вторжения в Англию и Шотландию. Благодаря влиянию жены графа, этот план, наконец, получил полную поддержку короля. 26 января 1644 года Рандал Макдоннел был возведен в титул маркиза Антрима и вскоре вернулся в Ирландию. Однако лидеры ирландских католиков не оказали ему поддержки, хотя включили в свой совет и назначили генерал-лейтенантов ирландской армии.
Антрим стал действовать самостоятельно. Ему удалось набрать в Ольстере около 1600 солдат, в основном из кланов Макдональд и Маклин, потомков горцев, изгнанных Кэмпбеллами в начале XVII века из Кинтайра, Аргайла и Гебридских островов. Во главе армии Антрим поставил своего дальнего родственника Аласдера «Макколлу» Макдональда. В начале июля 1644 года эта армия высадилась в Арднамурхане, что послужило началом гражданской войны в Шотландии. Вскоре ирландские войска Макколлы объединились с отрядами маркиза Монтроза и под руководством последнего стали одерживать победы над силами ковенантеров.
Антрим тем временем вернулся к королю в Оксфорд, а в 1645 году был отправлен во Францию с поручением Карла I к его супруге Генриетте Марии. Затем Антрим отбыл во Фландрию, где снарядил два фрегата, которые он передал принцу Уэльскому для борьбы против английского парламента. Поражение армии Монтроза в битве при Филипхоу 13 сентября 1645 года поставило под угрозу позиции роялистов в Шотландии. Это заставило маркиза Антрима в июле 1646 года лично направиться в Кинтайр, где он присоединился к отрядам Макколлы, разорявшим владения Кэмпбеллов. Вскоре, однако, по приказу короля, сдавшегося в плен к шотландцам, Антрим был вынужден сложить оружие и вернуться в Ирландию.

## Отношения с Кромвелем и Карлом II
В 1647 году Антрим вошёл в состав делегации ирландских католиков, направленной к принцу Уэльскому во Францию для обсуждения планов совместных действий против английского парламента. Однако после того, как принц Уэльский назначил графа Ормонда лордом-наместником Ирландии, пост на который претендовал сам Антрим, он порвал с роялистами и выступил против соглашения между католиками и принцем. Более того, маркиз Антрим вскоре начал переписку с Оливером Кромвелем и в 1649 году поддержал вторжение Кромвеля в Ирландию. Войска Ормонда были разбиты, страна завоевана англичанами. Антрим участвовал в военных действиях в армии Кромвеля, а позднее Айртона. В декабре 1650 года маркиз получил от английского правительства пенсион в размере 500 фунтов стерлингов годовых и значительные земельные владения в качестве признательности за его поддержку.
После Реставрации Стюартов в 1660 году Антрим, будучи католиком, был исключен из всеобщей амнистии и, по прибытии ко двору короля Карла II, был арестован и заключен в Тауэр. Однако на процессе по обвинению в измене в 1663 году Антрим был оправдан. Этот вердикт был обжалован новыми владельцами его владений. Тем не менее, благодаря заступничеству королевы-матери, Карл II издал указ об амнистии маркиза Антрима, ему были возвращены его владения и титулы.
В конце жизни маркиз практически не принимал участие в политике, а в 1683 году скончался.